# Abanca
ABANCA Corporación Bancaria, S.A. és una entitat financera gallega, líder al nord-oest peninsular (Galícia, Astúries i Lleó), amb presència a tot el territori estatal espanyol i a 7 països més.
L'entitat, anomenada inicialment NCG Banco, va sorgir el 14 de setembre de 2011 com a resultat del procés de segregació del negoci bancari de Novacaixagalicia, que era resultat de la fusió de Caixa Galicia i Caixanova.
L'1 de desembre de 2014, NCG Banco, S.A. va canviar la seva denominació social per ABANCA Corporación Bancaria, S.A. L'entitat ja operava sota la marca comercial ABANCA des del 27 de juny de 2014, substituint l'antiga marca Novagalicia Banco.